# Свети Атанасий (Мойно)
„Свети Атанасий“ (на македонска литературна норма: „Свети Атанасиј“) е възрожденска православна църква, главната селска църква на село Мойно, част от Преспанско-Пелагонийската епархия на Македонската православна църква – Охридска архиепископия.

## География
Църквата се намира в югозападния край на селото. 

## История и архитектура
Храмът е построен в 1871 година.
Сградата на църквата е с правоъгълна основа с полукръгла апсида от източната страна. Входът е разположен от западната страна и над него има ниша с фреска на Атанасий Александрийски в много лошо състояние. Сградата е изградена от варовик и е покрита с покрив от керемиди.
В двора на храма има каменна помощна постройка, а до нея се намират и селските гробища.

## Галерия
- Входът на църквата
- Апсидата на църквата
- Помошният обект
- Западната страна на помощния обект
- Селските гробища